# São José de Mipibu
São José de Mipibu este un oraș în Rio Grande do Norte (RN), Brazilia.